# تاراس بولبا (فیلم ۲۰۰۹)
تاراس بولبا (روسی: Тарас Бульба) یک فیلم درام تاریخی روسی است که برپایهٔ رمان مشهور تاراس بولبا اثر نیکلای گوگول ساخته و در ۲ آوریل ۲۰۰۹ میلادی، همزمان با جشن دویستمین زادروز گوگول، منتشر شد.

## گزیدهٔ بازیگران
- بودان اشتوپکا
- ایگور پترنکو
- ولادیمیر ودوویچنکوف
- ماگدالنا میلتساش
- میخائیل بویارسکی
- ولادیمیر ایلین
- آدا روگفتسیوا
- بوریس خملنیتسکی
- دانیل اولبریخسکی
- سرگئی بزروکوف
- لس سردیوک
- الکساندر ددیوشکو
- میخائو ژورافسکی
- کشیشتف گُشتیوا

## جنجال‌ها
این فیلم تا حدی با تأمین مالی وزارت فرهنگ روسیه ساخته شد و در اوکراین به دلیل شباهت آن به «تبلیغات سیاسی شبیه به جزوه‌های تبلیغاتی برای پوتین» مورد انتقاد قرار گرفت.
کارگردان فیلم، ولادیمیر بورتکو، همچنین اظهار داشت که هدف فیلم نشان دادن این بوده است که «اوکراین جداگانه‌ای وجود ندارد»:
روسیه و اوکراین یک ملت هستند و اوکراین بخش جنوبی روس (Rus') است. آنها نمی‌توانند بدون ما وجود داشته باشند و ما هم بدون آنها نمی‌توانیم. اکنون ما دو کشور هستیم و در گذشته نیز چنین دوره‌هایی وجود داشته است. سرزمین اوکراین به دوک‌نشین بزرگ لیتوانی و لهستان تعلق داشت. اما مردمی که در هر دو سرزمین زندگی می‌کردند همیشه یک ملت بودند. گوگول این را به خوبی درک کرده بود و همیشه از آن سخن می‌گفت.
این دیدگاه با مخالفت شدید اوکراینی‌ها مواجه شد. در روسیه نیز نگرانی‌هایی وجود داشت که این فیلم می‌تواند اختلافات تاریخی با اوکراین را تشدید کند. در ۷ آوریل ۲۰۲۲، در میانهٔ تهاجم روسیه به اوکراین در سال ۲۰۲۲، این فیلم دوباره در سینماهای روسیه به نمایش درآمد.
این فیلم در لهستان نیز با دقت مورد بررسی قرار گرفت، جایی که احتمال داشتن محتوای ضدلهستانی آن به طور گسترده مورد بحث قرار گرفت و عناصر تبلیغاتی آن مورد ارزیابی قرار گرفت. این نگرانی با این واقعیت تشدید شد که فیلم‌سازان برخی صحنه‌های بی‌رحمی لهستانی‌ها را به داستان اصلی گوگول اضافه کرده بودند.
روی جلد نسخه دی‌وی‌دی آمریکایی این فیلم (با عنوان «فاتح») عبارت «میان آتش و شمشیر، قهرمانی نهفته است» نوشته شده که احتمالاً به کتاب و فیلم تاریخی لهستانی «با آتش و شمشیر» (به لهستانی: Ogniem i mieczem) اشاره دارد.